# 约翰·S·C·阿伯特
约翰·S·C·阿伯特（英語：John Stevens Cabot Abbott，1805年9月19日—1877年6月17日）是一位美国历史学家、传记作家和教育学家，主要作品有《哥伦布、大航海时代与地理大发现》（Christopher Columbus）等。